# Nakamura Fusetsu

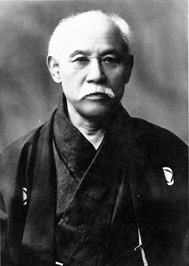
Nakamura Fusetsu

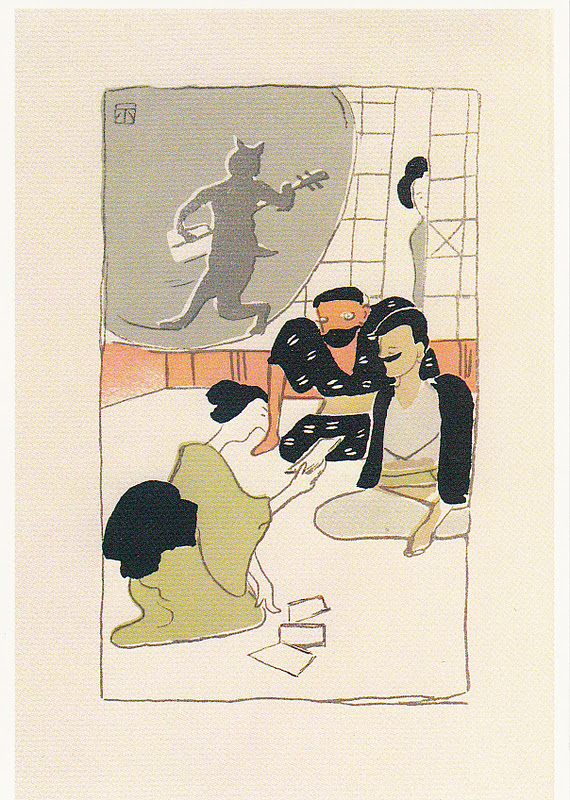
Illustration zu Ich der Kater, 1906

Nakamura Fusetsu (japanisch 中村 不折; eigentlicher Vorname Sakutarō (鈼太郎); geb. 19. August 1866 in Edo; gest. 6. Juni 1943) war ein japanischer Maler im „westlichen“ Yōga-Stil der Meiji-, Taishō- und frühen Shōwa-Zeit. Er ist auch als Kalligraf bekannt.

## Leben und Werk
Als Nakamura noch jung war, zog sein  Vater mit der Familie in die Präfektur Nagano. Da er malerisch begabt war, erhielt er ersten Unterricht in Nanga und Malerei im europäischen Stil. 1887 ging er nach Tōkyō und schrieb sich bei Koyama Shōtarō (1857–1916) in dessen Schule Jūichikai kenkyūjo (十一会研究所) ein.
1900 reichte Nakamura Bilder ein für die Weltausstellung in Paris und wurde mit einem Preis ausgezeichnet. Im Jahr darauf ging er nach Frankreich und studierte unter Collin, bei dem schon sein Lehrer Koyama studiert hatte, wechselte dann zum älteren  Laurens. 1905 kehrte Nakamura nach Japan zurück und schloss sich dort der „Pazifik-Gesellschaft für westliche Malerei“ (太平洋画会, Taiheiyō gakai) an.
1907 wurde Nakamura Jury-Mitglied für die erste Industrie-Ausstellung in Tōkyō (東京府勧業博覧会, Tōkyō-fu Kangyō hakurankai) und auch Mitglied in der Jury für die im selben Jahr zum ersten Mal durchgeführte Kunstausstellung des Kultusministeriums (文部省美術展覧会, Mombushō bijutsu tenrankai). 1919 wurde er Mitglied  der Kaiserlichen Akademie der Künste (帝国美術院, Teikoku bijutsu-in) und 1934 Direktor der Pazifik-Schule.
Nakamuras Illustrationen zu Natsume Sōsekis „Ich der Kater“ aus dem Jahr 1906 und die Serie „Sechs schöne Rund-Ansichten von Tōkyō“ (曲線美東都六景, Kyokusembi Tōto rokkei) von 1915 zeigen einen leichten, flüssigen Stil.
Nakamura wandte sich dann der Geschichtsmalerei zu, wobei Bilder entstanden, die schwerer wirken. Beispielhafte Bilder sind „Aufwachen im Orchideenpavillon“ (賺蘭亭図, Rantei o mezamu ku no zu) und „Traum des Lu Sheng“ (Handan) (盧生の夢 (邯鄲), Rosei no yume (Kantan)), Szenen aus den Biyan Lu. Nakamura ist in der Meiji-Gedächtnisgalerie mit einem Seeschlacht-Bild aus dem Japanisch-Russischen Krieg vertreten.
Nakamura war auch als Kalligraf bekannt. 1936 wurde im Ortsteil Negishi in Tōkyō ein Museum für seine Kalligrafien (書道博物館) eröffnet.

## Bilder

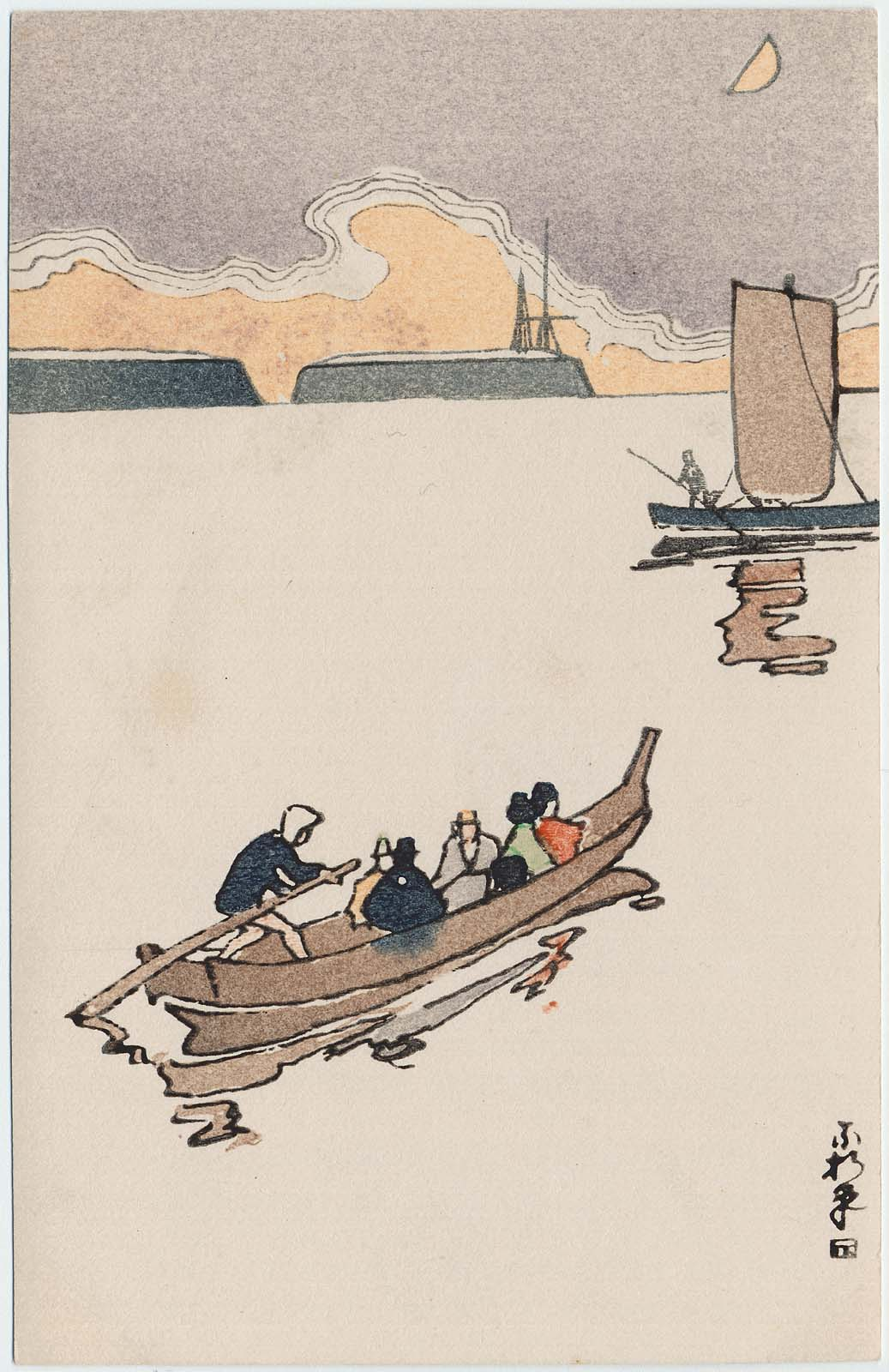
Aus den 6 Ansichten
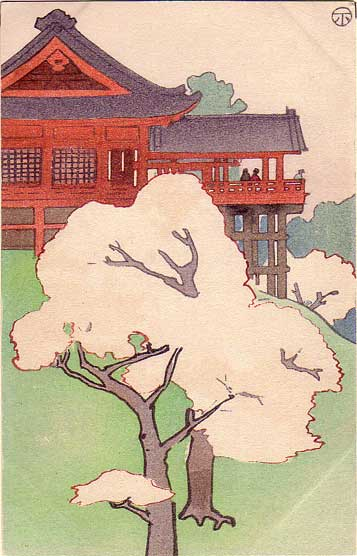
Aus den 6 Ansichten
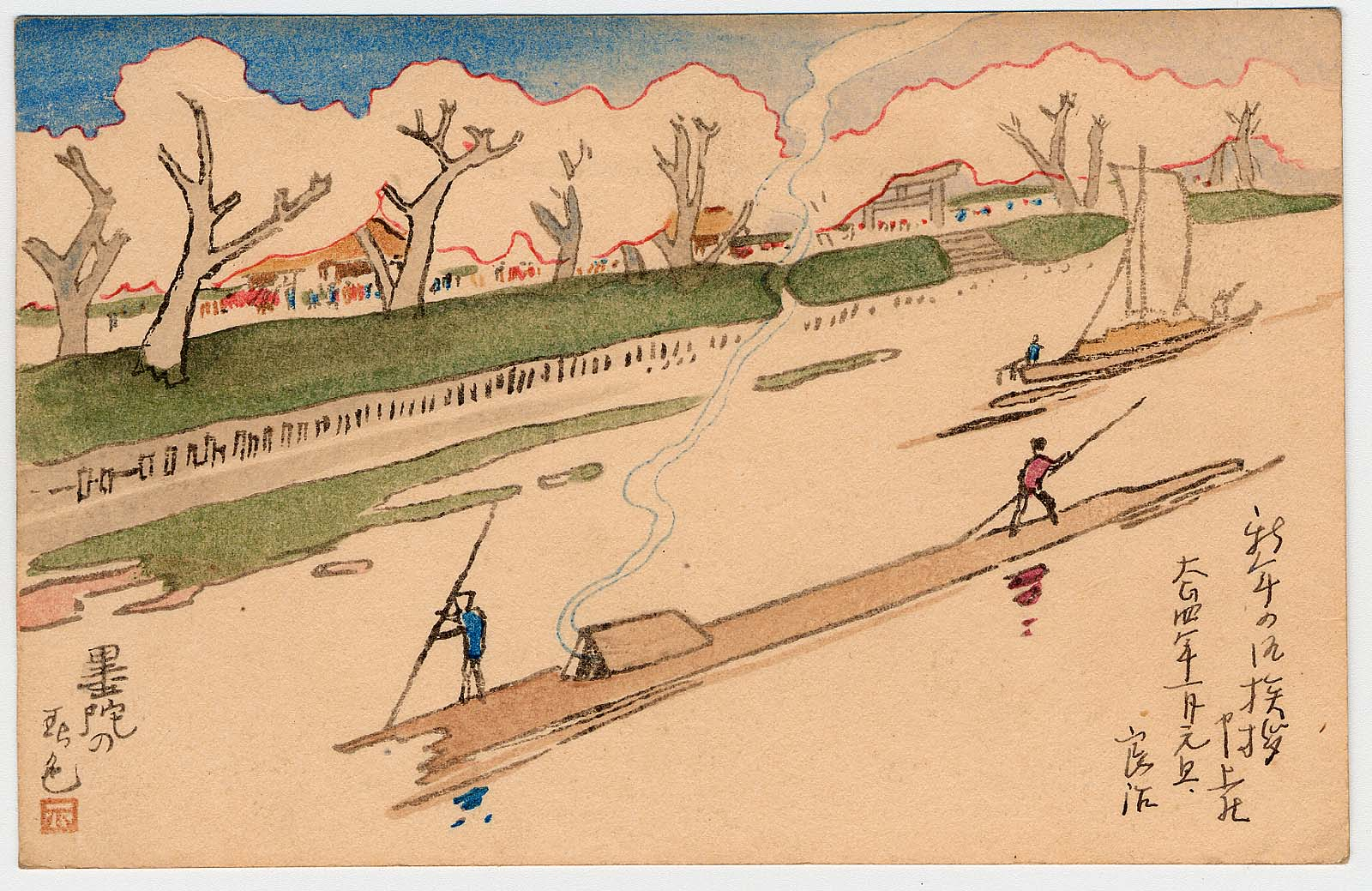
Aus den 6 Ansichten
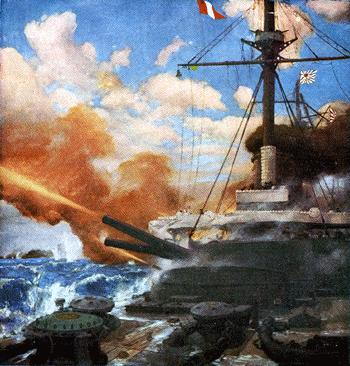
Seeschlacht, ca. 1926
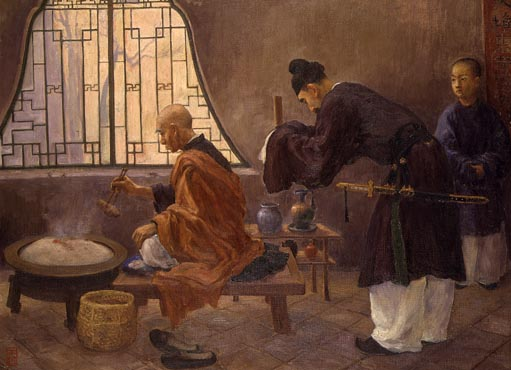
Szene aus dem Biyan Lu, 1928
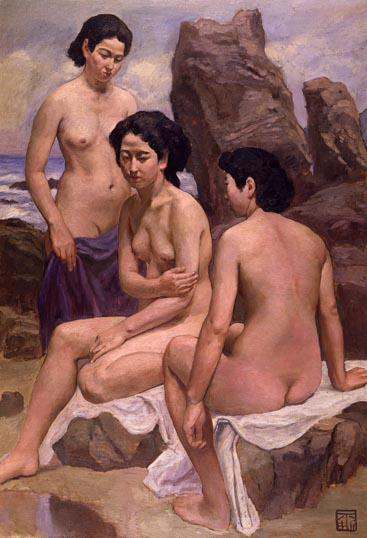
Drei Frauen am Strand, 1939
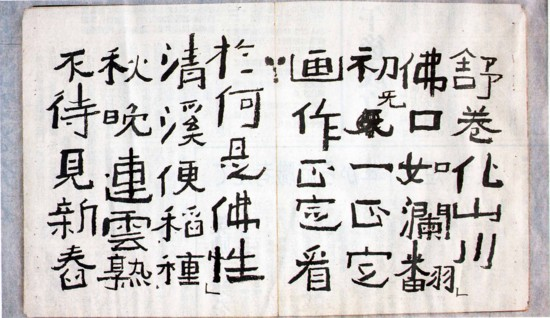
Kalligrafie